# 중앙시베리아고원

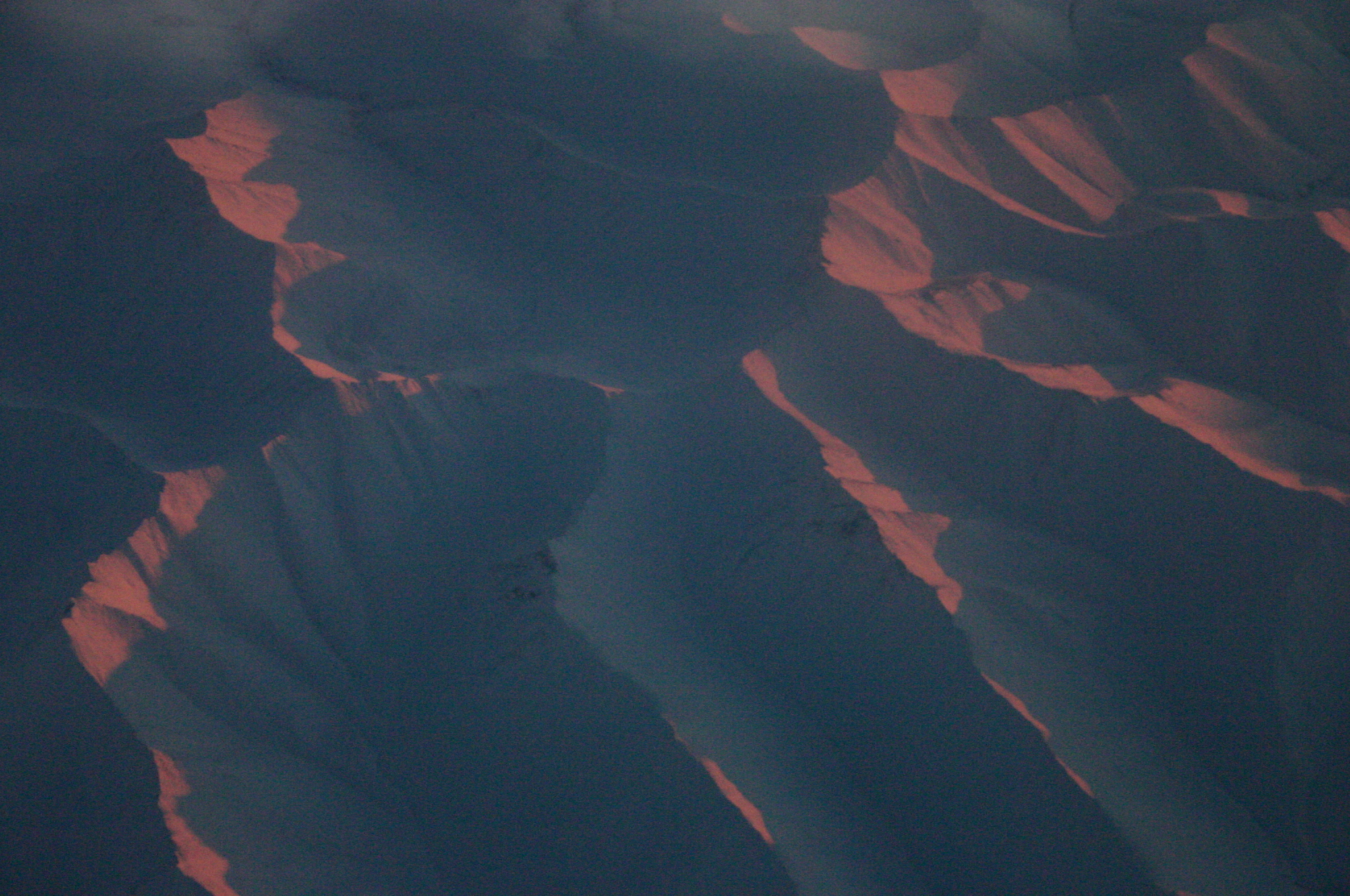
중앙시베리아고원의 항공 사진

중앙시베리아고원(러시아어: Среднесиби́рское плоского́рье)는 시베리아에 속해 있는 고원이다. 예니세이강과 레나강사이에 위치해 있다.
면적은 350만 km2이고, 최고 지점인 푸토라나고원은 1701 m이다.
니주냐야퉁구스카강이 흐른다.
석탄, 철광석, 금, 다이아몬드, 천연가스가 채취된다.

## 같이 보기
- 러시아의 경제
- 퉁구스카 폭발사건